# Toyota Triathlon Race Car
La Toyota Motor Triathlon Race Car è una concept car della casa automobilistica giapponese Toyota presentata nei maggiori saloni automobilistici nel 2004.

## Contesto
Si tratta di una esercitazione stilistica presumibilmente senza sbocchi di produzione di una autovettura sportiva a 2 posti in versione totalmente scoperta e con linee che ricordano una monoposto di Formula 1.
I dati tecnici dichiarati parlano di un peso di solamente 1200 kg e di un funzionamento con quattro motori elettrici funzionanti a celle solari, ognuno azionante una singola ruota, con una potenza complessiva di 266 CV. La velocità massima stimata sarebbe di 310 km/h grazie all'aerodinamica e alle dimensioni ridotte; l'accelerazione 0-100 km/h è di 6,3 secondi.
Quest'auto è presente nel videogioco Gran Turismo 4.